# Ante Rebić
Ante Rebić (Split, 21 de setembro de 1993) é um futebolista croata que atua como atacante. Atualmente joga no Hajduk Split.

## Carreira

### Início
Rebić foi revelado pelo RNK Split, onde marcou 16 gols em 60 partidas. Em 28 de agosto de 2013, Rebić assinou um contrato de 5 anos com a Fiorentina. 
Foi emprestado para RB Leipzig e Hellas Verona.

### Eintracht Frankfurt
No dia 11 de julho de 2016, foi anunciado o empréstimo de uma temporada junto ao Eintracht Frankfurt. No dia 31 de agosto de 2017 o empréstimo foi renovado por mais uma temporada. Rebić se destacou e fez dois gols na final da Copa da Alemanha de 2017–18 contra o Bayern de Munique. Ao final da temporada, no dia 10 de agosto de 2018, assinou em definitivo com o clube até junho de 2022.

### Milan
No dia 2 de setembro de 2019 foi anunciado pelo Milan, em uma troca com o Eintracht Frankfurt que envolveu o atacante português André Silva. Inicialmente Rebić chegou ao clube Rossoneri por empréstimo.
Marcou seus primeiros gols no dia 19 de janeiro, na vitória por 3 a 2 sobre a Udinese pelo Campeonato Italiano. Na rodada seguinte, contra o Brescia, marcou o gol que definiu a vitória do Milan por 1 a 0.
Ante Rebic deixou o Milan ao fim da temporada 2022-23, ele colecionou 29 gols em 123 partidas.

### Beşiktaş
Ante Rebic assinou com o Beşiktaş em 30 de julho de 2023. Ele vestirá a camisola número 7. Segundo a imprensa italiana, a negociação vale cerca de 2 milhões de euros no total para os Rossoneri uma taxa fixa de 500 mil euros e 1,5 milhão de euros em objetivos.

## Seleção Croata
Foi titular da Seleção Croata na Copa do Mundo de 2018. No dia 21 de junho de 2018, contra a Argentina, aproveitou uma falha de Willy Caballero e marcou um gol na vitória da Croácia por 3 a 0.

## Títulos
Eintracht Frankfurt
- Copa da Alemanha: 2017–18

Milan
- Campeonato Italiano: 2021–22